# Letícia Bufoni
Letícia Bufoni de Silva (São Paulo, 13 aprile 1993) è una skater brasiliana, sei volte medaglia d'oro agli X Games.
Ha rappresentato il Brasile ai Giochi olimpici estivi di Tokyo 2020 nello street.